# Pojem politična
Pojem politična, německy Der Begriff des Politischen, je nejvýznamnější dílo německého filozofa a právníka Carla Schmitta. V díle Pojem politična Schmitt chápe politiku jako moc, nesmiřitelný konflikt a neustálý boj proti nepříteli. Společnost je podle něj rozdělena na přátele a nepřátele. Ústřední je také kritika liberalismu. Carl Schmitt je považován za jednoho z nejvýznamnějších kritků liberalismu, parlamentní demokracie a liberálního kosmopolitismu.

## Historický kontext
Carl Schmitt pocházel z konzervativní katolické rodiny, což mělo velký vliv na jeho názory. V životě Carla Schmitta hrál katolicismus klíčovou roli a výrazně ho ovlivňoval. Byl také zapáleným nacionalistou. Konsekvence, které pro Německo pramenily z Versailleské dohody po první světové válce považoval za nespravedlivé. Z některých jeho autoritativních názorů pak například pramenila kritika slabosti liberálních institucí, které podle něj žijí v naivních iluzích o vyjednávání a dohodách (mimo jiné i kritika poválečné Společnosti národů). V roce 1933, rok po vydání jeho stěžejního díla Pojem politična vstoupil do NSDAP. Později byl však kritizován za některé názory, které nebyly slučitelné s nacistickou ideologií, byl zbaven všech politických funkcí a zůstal profesorem práva. Schmitt například kritizoval rasismus. Původně Pojem politična vychází v roce 1932, ale vzhledem k okolnostem z roku 1933 vychází později i novému kurzu uzpůsobená verze. Pojem politična je často nepřesně interpretován, čímž dochází k řadě nedorozuměním a simplifikacím. Za tyto fauly je zodpovědný mimo jiné samotný Schmitt, který se často vyjadřuje mnohoznačně.

## Osm tezí politična Carla Schmitta
1. Stát a politično - "Pojem státu předpokládá pojem politična".[3] Schmitt definuje stát jako specificky utvářený stav nějakého národa. Definice politična však není tak jednoznačná. Politické je obecně stavěno do souvislosti se státním. Stát se proto jeví jako něco politického a politické jako něco státního. Politično nerovná se politika, ale to, co politiku umožňuje.[1] Schmitt předpovídá, že epocha států jako takových se blíží ke svému konci.
2. Přítel a nepřítel jako kritérium politična - Stěžejním kritériem politična je dále rozlišení přítele a nepřítele. Nepřítel je přitom někdo, kdo je bytostnou negací našeho vlastního způsobu existence; někdo bytostně jiný, zlý; někdo, kdo může ohrozit naši existenci. Rozlišení přítele a nepřítele je specifickým rozlišením politického. Schmitt se dále zamýšlí nad jinými protiklady. Dobro a zlo. Krása a ošklivost. Tato kritéria, ať už svou podstatu naplňují či nikoli však žádným způsobem neovlivňují podstatu nepřítele.
3. Válka jako forma projevu nepřátelství - Nepřítel je veřejný nepřítel, nikoli soukromý protivník. Je to bojující celek lidí. Válka je nejzazším projevem nepřátelství. Válka tedy plyne z nepřátelství, které je bytostnou negací jiného bytí. Pro Schmitta je politika spojena s možností boje a války, neboť tak podle něj vznikají politična. Nepřítel je proto pro společnost velmi důležitý. Podle Schmitta je vzdání se násilí nedůstojné a nezodpovědné. Ne však proto, že by Schmitt obhajoval násilí. Cílem pro něj bylo zachování míru.
4. Stát jako forma politické jednoty - Politické je vždy takové seskupení, které se orientuje na vážný případ konfliktu a má rozhodující vliv. Pokud rozhoduje o vyhlášení výjimečného stavu, jde o suverénní seskupení. Navzdory určitým omezením moci státu má právě stát možnost být suverénní jednotou.
5. Rozhodnutí o válce a nepříteli - Stát jako takový má v případě potřeby možnost označit nepřítele a bojovat proti němu; vést válku a disponovat životy lidí. K efektivnímu fungování státu patří dosažení úplné pacifikace uvnitř státu, tedy zajištění klidu, bezpečnosti a pořádku. Stát jako politická jednota také určuje, kdo je vnitřní a kdo vnější nepřítel. O příteli a nepříteli rozhoduje pouze stát, pokud k tomuto rozlišení nemá stát schopnost, přestává existovat. To stejné platí v případě, že stát nechá o svém nepříteli rozhodnout někoho cizího.
6. Svět není politická jednota, nýbrž politické pluriversum - Politický svět představuje pluriversum, nikoli universum. Schmitt odmítá představu světového státu, který by zahrnoval celou zemi a celé lidstvo – politika by neměla smysl. Vychází tak z předpokladu rozlišení přítele a nepřítele, které ze své podstaty vylučuje politický světový stát. Každý stát je konkurencí jiným státům. I pokud by vznikl „světový stát“, který by zahrnul celou zemi a celé lidstvo, nevznikla by tak světová politická jednota. Lidstvo ze své podstaty žádnou válku vést nemůže, neboť na této planetě nemá nepřítele. Jsou to různorodé politické jednoty, a tedy rozlišení přítele a nepřítele, co vede k válkám. Pacifismus, pokud se stává politickým hnutím, má také svého nepřítele.
7. Antropologie politických teorií - Schmitt tvrdí, že všechny opravdové politické teorie předpokládají, že člověk je zlý. Je na něj pohlíženo jako na problematickou, nebezpečnou a dynamickou bytost. Konflikt je podle Schmitta vepsán v lidské přirozenosti, jelikož člověk je válkychtivý tvor. Schmitt tedy tvrdí, že člověk je zlý, a proto je třeba mu vládnout. Carl Schmitt se tak vrací k Machiavellimu či Hobbesovi, pro nějž byla přirozeným stavem válka/konflikt mezi lidmi. Stát pak podle Hobbese vzniká za účelem sebezáchovy.
8. Depolitizace skrze polaritu etiky a ekonomiky - Hlavním terčem spisu Pojem politična je liberalismus. Schmitt kritizuje politickou prázdnost liberalismu. Podle něj liberální myšlení obchází a ignoruje stát a politiku. Liberalismus podle Schmitta dělá z politična záležitost ekonomiky a etiky. Namísto jasného rozlišení dvou rozdílných stavů války a míru, se pojem boj v ekonomickém světě mění na konkurenci a v duchovním na diskusi. Liberalismus, který klade důraz na individualismus se snaží podřídit stát a politiku individualistickým a soukromým zájmům a zbavit je tak jejich specifického smyslu; nabízí důsledný systém depolitizací.[4]

## Schmittův odkaz
Schmitt dále rozvíjí myšlenky politična v díle Teorie Partyzána (1963), kde na příkladu vývoje partyzánské války vysvětluje, že hlavní motivací partyzána je politická angažovanost.
Carl Schmitt sice v politice rozlišuje přítele a nepřítele, nicméně reálným cílem je pro něj zachování míru. Nezbytně nutné je ale pamatovat na hrozbu války.
Terčem kritiky je především liberalismus, který podle Schmitta depolitizuje, neboť nemá žádný vlastní obsah, je vyprázdněný. Liberalismus podle Schmitta udělal z politična (boje a státnosti) záležitost ekonomiky a etiky. K zachování politiky je důležitý nepřátelsky laděný výklad politiky.
Pojem politična a další díla Carla Schmitta mají významný vliv jak na pravicové, tak levicové smýšlení. Carl Schmitt svými myšlenkami inspiroval například amerického filozofa Leo Strausse, ale také filozofy Frankfurtské školy.